# Lights in the Sky: Over North America 2008 Tour Sampler
Lights In The Sky es un EP de Nine Inch Nails de 2008 para promocionar la manga americana del tour del mismo nombre, presentando un tema de cada telonero de la banda, más un tema de The Slip. El álbum fue lanzado de manera gratuita a través de la página de internet lightsinthesky.nin.com el 5 de junio de 2008 como una descarga mp3 de alta calidad, decodificado con LAME en V0 y trackeado, acompañado con el arte de tapa, gráficos web, wallpapers y un póster imprimible del tour. 
Fue numerado como Seed 5, continuando el sistema de clasificación hermano de los números Halo para materiar promocional y demostrando que el que subió los anteriores Seeds a The Pirate Bay (Seed0), era Trent Reznor.

## Canciones
1. "To Fix the Gash in Your Head" - A Place To Bury Strangers
2. "We are Rockstars" - Does It Offend You, Yeah?
3. "Crimewave" (Crystal Castles vs HEALTH) - Crystal Castles
4. "Like New" - Deerhunter
5. "Echoplex" - Nine Inch Nails

- Datos: Q6546552